# José Maria de Sousa Soares de Andrea Ferreira
José Maria de Sousa Soares de Andrea Ferreira (Lisboa, Mercês, 1835 - 30 de Setembro de 1901) foi um militar português.

## Biografia
Filho de Cribónio José Ferreira (Chaves, Arcossó - ?) e de sua mulher Maria Benedita de Sousa Soares de Andrea (Lisboa, Encarnação, 12 de Março de 1788 - Lisboa, Ajuda, 10 de Março de 1880), irmã mais nova de Tomás José de Sousa Soares de Andrea e Francisco José de Sousa Soares de Andrea, 1.º Barão de Caçapava, e irmã mais velha de José Maria de Sousa Soares de Andrea e Bernardo José de Sousa Soares de Andrea.
Oficial da Marinha Portuguesa com o Curso de engenheiro hidrógrafo, foi nomeado Aspirante de Segunda Classe a 3 de Junho de 1852, e escalou brilhantemente todos os postos da Armada até ser reformado em Vice-Almirante.
Dirigiu o Observatório do Infante D. Luís, na Escola Politécnica de Lisboa, e o Posto Meteorológico de D. Amélia de Orleães, na Serra do Pilar, no Porto, lugar para o qual foi nomeado a 24 de Dezembro de 1885.
Foi Adido Militar à Majoria-General da Armada, tomando parte em várias comissões, entre as quais se conta a que formulou o Regulamento do Corpo de Marinheiros.
Acompanhou a Imperatriz Duquesa de Bragança D. Amélia de Leuchtenberg à Madeira, a bordo da fragata D. Fernando.
Faleceu repentinamente numa carruagem dum comboio que vinha de Queluz.
Casou com Maria Margarida da Cunha, filha de José Pinto e de sua mulher Maria Joaquina da Cunha, e foi pai do Major e Coronel António Soares de Andrea Ferreira, Oficial da Ordem Militar de Nosso Senhor Jesus Cristo a 31 de Março de 1927 e Comendador da Ordem Militar de São Bento de Avis a 5 de Outubro de 1935, de José Maria Soares de Andrea Ferreira, Mestre Atirador, e de Maria Amélia Soares de Andrea Ferreira.
O seu primo-sobrinho Álvaro de Oliveira Soares de Andrea, na dedicatória do seu livro O Systema decimal mundial e o Relogio decimal, Typografia e Papelaria Corrêa & Raposo, Lisboa, 1909, diz ter sido Vice-Almirante Hidrógrafo.
Irmão do Major Armando de Sousa Soares de Andrea Ferreira, Comendador da Ordem Militar de São Bento de Avis a 25 de Março de 1935.